# Waldemar von Blanckensee
Friedrich Waldemar von Blanckensee (* 9. April 1828 in Zipkow; † 22. April 1906 in Ballenstedt) war ein preußischer Generalmajor.

## Leben

### Herkunft und Familie
Friedrich Waldemar stammte aus dem neumärkischen Adelsgeschlecht von Blanckensee, war der Sohn des Premierleutnants Friedrich von Blanckensee (1779–1838) und der Cäcilie Auguste, geborene von Stojentin (1797–1861).
Er vermählte sich 1860 mit Mathilde Emilie Sophie von Krause (1841–1919). Aus der Ehe sind mehrere Kinder hervorgegangen, darunter die Söhne Friedrich Willem Waldemar Busso von Blanckensee (* 1861), preußischer Oberstleutnant und Kommandeur des Landsturm-Infanterieregiments Nr. 10 und Cuno von Blanckensee (1862–1938), preußischer Generalmajor.

### Werdegang
Wie viele Familienmitglieder schlug er eine Militärlaufbahn in der Preußischen Armee ein. Diese begann 1840 als Kadett in Wahlstatt, wo er 1844 entlassen wurde um 1845 ins 8. Ulanenregiment einzutreten. 1847 avancierte er zum Portepeefähnrich und 1849 zum Sekondeleutnant. Während des Feldzugs in der Pfalz und Baden nahm er an den Gefechten bei Graben, wo er verwundet wurde, bei Ubstadt, Durlach und Michenbach sowie der Belagerung von Rastatt teil. 1857 stieg er zum Premierleutnant und 1859 zum Eskadronführer beim 8. Landwehr-Ulanenregiment auf. ebenfalls im Jahr 1859 wurde er stellvertretender Adjutant bei der 2. Division und erhielt seine Beförderung zum Rittmeister. Von Juni bis November desselben Jahres war er Adjutant beim Generalkommando des I. Armee-Korps. Als Eskadronchef im 8. Ulanenregiment fand er seit 1865 Verwendung und war von Mai bis September Eskadronführer  beim 8. Landwehr-Husarenregiment. Im Deutschen Krieg nahm er am Gefecht bei Theresienstadt teil. Er wurde 1860 mit dem Roten Adlerorden IV. Klasse ausgezeichnet und avancierte zum Major. Im Deutsch-Französischen Krieg hat er 1870 das Eiserne Kreuz II. Klasse erhalten und war 1871 etatsmäßiger Stabsoffizier im Ulanenregiment Nr. 4. Blanckensee wurde 1874 mit der Führung des Dragonerregiments Nr. 9, unter Stellung à la suite desselben, beauftragt, wurde aber noch im selben Jahr Kommandeur des Regiments und erhielt auch seine Beförderung zum Oberstleutnant. Er avancierte 1877 zum Oberst und erhielt 1882 den Kronen-Orden II. Klasse. Ebenfalls 1882 wurde er à la suite des Regiments gestellt und Kommandeur der 2. Kavallerie-Brigade. Schließlich ist er 1883 zum Generalmajor aufgestiegen und wurde 1884 mit Pension zur Disposition gestellt.